# مونتيلبري
مونتيلبري (بالإيطالية: Montelepre)‏ هي بلدية في مقاطعة باليرمو في صقلية الإيطالية.

## السكان
في سنة 1861 بلغ عدد السكان 4٬297 نسمة، وتطور العدد ليصل في سنة 2011 لـ 6٬421 نسمة.
يظهر هذا المخطط البياني تطور النمو السكاني لـ مونتيلبري

## أعلام
- سالفاتوري جوليانو